# Baby (Łódź)
Baby [pronunciación en polaco: /ˈbabɨ/] es un pueblo en el distrito administrativo de Gmina Moszczenica, dentro del condado de Piotrków, voivodato de Łódź, en el centro de Polonia. Se encuentra aproximadamente 4 kilómetros al norte de Moszczenica, 15 kilómetros al norte de Piotrków Trybunalski, y 33 kilómetros al sureste de la capital regional, Łódź. 
El pueblo fue escenario de un descarrilamiento de tren en 2011 en el que un pasajero murió y 81 resultaron heridos.